# Grandpré
Grandpré es una comuna nueva francesa situada en el departamento de Ardenas, de la región de Normandía.

## Historia
Fue creada el uno de enero de 2016, en aplicación de una resolución del prefecto de Ardenas de 10 de noviembre de 2015 con la unión de las comunas de Grandpré y Termes, pasando a estar el ayuntamiento en la antigua comuna de Grandpré.

## Demografía
| Gráfica de evolución demográfica de Grandpré entre 1800 y 2014 |
|                                                                |

Los datos entre 1800 y 2014 son el resultado de sumar los parciales de las dos comunas que forman la nueva comuna de Grandpré, cuyos datos se han cogido de 1800 a 1999, para las comunas de Grandpré y Termes de la página francesa EHESS/Cassini. Los demás datos se han cogido de la página del INSEE.

## Composición
| Comuna delegada | Código INSEE | Población (2013) | Superficie (km²) | Densidad (hab./km²) |
| --------------- | ------------ | ---------------- | ---------------- | ------------------- |
| Grandpré        | 08198        | 447              | 42.54            | 11                  |
| Termes          | 08441        | 140              | 13.98            | 10                  |